# كريستين بورلاند
كريستين بورلاند (بالإنجليزية: Christine Borland)‏ هي فنانة بريطانية، ولدت في 1965 في Darvel ‏ في المملكة المتحدة.